# Таммі Такагі
Таммі Такагі (порт. Tammy Takagi, 11 березня 1991) — бразильська стрибунка у воду.
Учасниця Олімпійських Ігор 2016 року, де в синхронних стрибках з 3-метрового трампліна посіла 8-ме (останнє) місце.